# Пшеленскис, Эдвардас
Эдвардас Пшеленскис (лит. Edvardas Pšelenskis; род. 11 февраля 1988 года) — литовский футболист, правый защитник любительского клуба «Навигаторяй».

## Карьера
Воспитанник команды «Клевас» (Шяуляй), тренер — Юрий Лукьянчук. В 2006 году со своей командой стал чемпионом Литвы среди 18-летних.
В 2005 году игрок подписал профессиональный контракт с «Шяуляй». Сыграл за клуб 124 матча и стал в составе клуба финалистом Кубка Литвы сезона 2012/13. Также сыграл один матч в квалификации Лиги Европы УЕФА 2010/11. В 2012 году уходил в аренду в клуб I лиги Литвы «Вента» из Куршенай.
В 2014 году, после расформирования «Шяуляй», поступил в вильнюсский университет имени Миколаса Ромериса и стал играть за университетский футбольный клуб «МРУ-ТюМенас».
С 2021 года — игрок любительской команды «Навигаторяй».
Вызывался в юниорскую сборную Литвы (до 19 лет), сыграл 3 матча в отборочном турнире юниорского чемпионата Европы в 2006 году.

## Личная жизнь
В 2016 году игрок защитил магистерскую работу в университете имени Миколаса Ромериса на тему «Подкуп спортивных соревнований: распространённость и профилактика в литовском футболе».